# Гайове (Луганський район)
Гайове́ — село в Україні, у Луганській міській громаді Луганського району Луганської області. Населення становить 298 осіб.

## Населення

### Мова
Розподіл населення за рідною мовою за даними перепису 2001 року:
| Мова       | Кількість | Відсоток |
| ---------- | --------- | -------- |
| українська | 160       | 53.69%   |
| російська  | 136       | 45.64%   |
| білоруська | 2         | 0.67%    |
| Усього     | 298       | 100%     |